# Michal Gašparík (ur. 1956)
Michal Gašparík (wym. [ˈmɪxal ˈgaʃpariːk]; ur. 23 kwietnia 1956 w Šúrovcach) – słowacki trener piłkarski oraz piłkarz występujący na pozycji prawego skrzydłowego.

## Kariera
Wieloletni zawodnik Spartaka Trnawa, którego jest wychowankiem. W trnawskim klubie spędził lata 1973–1979 oraz 1980–1986, z krótką przerwą w roku 1980, na występy w Dukli Bańska Bystrzyca. W Spartaku sześciokrotnie był najlepszym strzelcem w drużynie, w sezonach – 1977/1978 (5), 1978/1979 (9), 1981/1982 (6), 1982/1983 (8), 1983/1984 (10) i 1985/1986 (5). Pod koniec kariery występował przez jeden sezon w cypryjskim AEL-u Limassol (1986/1987).
W sezonie 2017/2018 pełnił rolę trenera-asystenta w iClinic Sereď. W roku 2018 został pierwszym trenerem, jednak został zwolniony po 7 spotkaniach (bilans 2-1-4).

## Życie prywatne
Żonaty, ma dwóch synów, którzy również są piłkarzami. Starszego Michala (ur. 19 grudnia 1981), który grał na poziomie zawodowym, a obecnie jest trenerem Spartaka Trnawa, oraz młodszego Richarda (ur. 29 sierpnia 1984), który grał na poziomie amatorskim.